# Герб Чердыни
Герб Чердыни — официальный символ города Чердынь Пермского края Российской Федерации.
Ныне действующий герб Чердыни утверждён Решением Думы Чердынского городского округа от 27 февраля 2020 года № 153.  «О принятии положений о гербе и флаге Чердынского городского поселения».

## Геральдическое описание герба
В золотом поле черный идущий по зеленой земле обращенный лось с золотыми же глазами и копытами, сопровожденный во главе княжеской короной с золотой дужкой, украшенной самоцветами и завершенной золотой же державой, и с червленой шапкой, подложенной горностаевым мехом, на которой вверху по сторонам от дужки нашиты жемчужины».Щит увенчан золотой башенной короной о пяти видимых зубцах
Золотая башенная корона о пяти зубцах обозначает административный статус городского округа, вольная часть - региональную принадлежность Чердынского городского округа к Пермскому краю.

## Символика
- серебряное поле — символ благородных и патриотических помыслов жителей города о благе и процветании родной земли;
- чёрный цвет символизирует благоразумие, мудрость, скромность, честность и вечность бытия;
- зелёный цвет — символ жизни, радости, надежды, природы.

## История

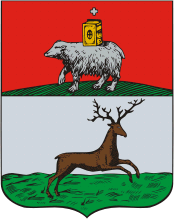
Герб Чердыни 1783 года
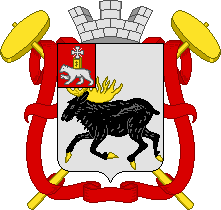
Проект герба Чердыни, разработанный в 1862 году, рисунок Ю. Калинкина
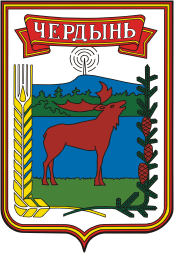
Герб Чердыни 1971 года
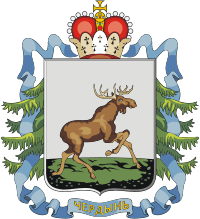
Герб Чердыни 1997 года
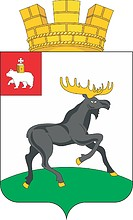
Герб Чердыни 2009 года

Первый официальный герб города Чердынь был утверждён Указом Екатерины II от 17 июля 1783 года вместе с другими гербами Пермского наместничества. Описание герба: «В верхней половине щита герб Пермский, в нижней половине в серебряном поле лось, означающий, что жители округа оного промысел имеют звериною ловлею, и что платят ясак лосиными кожами».
В 1862 году был разработан проект нового герба Чердыни. Описание герба: «В серебряном поле чёрный с золотыми рогами и копытами лось. В вольной части герб Пермской губернии. Щит увенчан серебряной стенчатой короной и положен на два золотых положенных накрест молота, соединённых Александровской лентой».
В 1971 году в рамках мероприятий по празднованию 500-летия Чердыни был объявлен конкурс на лучшую символику города и Постановлением исполнительного комитета городского Совета депутатов трудящихся от 17 мая 1971 года № 35 был утверждён новый герб Чердыни, автором которого был Юрий Алексеевич Васкецов. Описание герба: «На гербе изображен лось на фоне леса и гор; на вершине горы радиомачта. Все это обрамлено венком из колоса и хвойной ветви. В верхней части красная лента с названием города».
В 1997 году герб Чердыни был видоизменён.
Исторический герб был восстановлен Решением Думы Чердынского городского поселения от 28 марта 2006 года № 26 «Об утверждении Положений „Почётный гражданин Чердынского городского поселения“, о Почётной грамоте Чердынского городского поселения, об официальных символах Чердынского городского поселения». Описание герба: «В верхней части щита герб Пермский, который представляет собой изображение серебряного медведя, идущего влево (геральдический вправо), помещенного на червленом (красном) геральдическом щите, несущего на спине Евангелие в золотом окладе, над ним серебряный четырехконечный, равносторонний крест с расширяющимися концами. В нижней части щита в серебряном поле лось, означающий, что жители оного города промысел имеют звериною ловлею и за что платят ясак (подать) лосиными кожами.»
Новое Положение о гербе Чердынского городского поселения утверждено Решением Думы Чердынского городского поселения от 7 декабря 2009 года № 159 "О принятии Положений о гербе и флаге Чердынского городского поселения" (принято Думой Чердынского городского поселения 4 декабря 2009 года).
Законом Пермского края от 25 марта 2019 года образовано новое муниципальное образование - Чердынский городской округ; при этом все городские и сельские поселения, бывшие ранее в Чердынском муниципальном районе, упразднены. Символами Чердынского городского округа стали бывшие символы Чердынского муниципального района. Положения о гербе и флаге городского округа утверждены Решением Думы Чердынского городского округа от 27 февраля 2020 года № 153.